# Cessna 175
El Cessna 175 Skylark es un avión monomotor de ala alta con capacidad para 4 personas (1+3) fabricado entre 1958 y 1962.

## Historia de la fabricación
El 175 fue diseñado para cubrir el hueco entre el Cessna 172 y el Cessna 180 de alto rendimiento. El motor del 175 suministraba 130 kW (175 hp), 18 kW (25 hp) más que los suministrados por el motor del 172. Entre 1958 y 1962 fueron construidas un total de 2106 unidades.

## Diseño
El fuselaje semi-monocasco del 175 esta íntegramente fabricado con una aleación de aluminio. El tren de aterrizaje es tipo "triciclo", con las ruedas principales unidas al fuselaje con barras de acero y la rueda delantera maniobrable conectada al fuselaje mediante amortiguación hidráulica para absorber los choques. Pese a incorporar importantes cambios en el fuselaje, el 175 es muy parecido en aspecto a los Cessna 172 de la misma época. La diferencia más notable es el espacio extra necesario para alojar la transmisión de la hélice.
Una característica poco usual del 175 es el uso de un motor Continental O-300 de transmisión. Mientras que en la mayoría de los aviones monomotor el giro de la máquina se comunica directamente a la hélice, en este caso el motor incorpora un sistema de transmisión mediante el cual las 3200 rpm de salida del motor son reducidas a las 2400 rpm de la hélice.
El motor GO-300 posee una vida sin mantenimiento de sólo 1200 horas, algo que lo hace quedar en notable desventaja respecto de los motores de su tiempo. Además el GO-300 sufría problemas de fiabilidad, algo que llevó al 175 a ganarse una no muy buena reputación. Muchos de los Skylarks que siguen operativos han sido modificados sustituyendo los motores de transmisión por otros directos. Sin embargo, estos problemas no eran culpa del motor en sí, sino de la inexperiencia de los pilotos con él, pues estaban acostumbrados a pilotar aviones con motores directos y los hacían funcionar a un régimen demasiado bajo (2300 rpm) en lugar de a las 2900 rpm recomendadas por Continental. Esto hacía que el sistema de refrigeración no trabajase eficientemente, de modo que el motor sufría más de lo debido y parecía poco fiable. 

## Especificaciones

### Características generales
- Tripulación: 1
- Capacidad: 3 pasajeros
- Longitud: 8,1 m (26,5 ft)
- Envergadura: 11 m (36 ft)
- Altura: 2,7 m (8,9 ft)
- Peso vacío: 607 kg (1337,8 lb)
- Peso máximo al despegue: 1066 kg (2349,5 lb)
- Planta motriz: 1× motor de cilindros opuestos enfriado por aire Continental GO-300.
  - Potencia: 130 kW (179 HP; 177 CV)

### Rendimiento
- Velocidad nunca excedida (Vne): 240 km/h (149 MPH; 130 kt)
- Velocidad crucero (Vc): 167 km/h (104 MPH; 90 kt)
- Alcance: 957 km (517 nmi; 595 mi)
- Régimen de ascenso: 4,8 m/s (945 ft/min)

## Variantes
Muchas de las versiones sobrepotenciadas del Cessna 172 en realidad forman parte de la familia 175. En este grupo se incluyen el P172D Powermatic, gran parte de los T-41 militares (T-41B, -41C y -41D), el R172K "Hawk XP" y el 172RG de tren retráctil.